# Hydroides elegans
Hydroides elegans är en ringmaskart som först beskrevs av William Aitcheson Haswell 1883.  I den svenska databasen Dyntaxa används istället namnet Protohydroides elegans. Enligt Catalogue of Life ingår Hydroides elegans i släktet Hydroides och familjen Serpulidae, men enligt Dyntaxa är tillhörigheten istället släktet Protohydroides och familjen Serpulidae. Arten har ej påträffats i Sverige. Inga underarter finns listade i Catalogue of Life.